# Михаил (Богданов)
Епи́скоп Михаи́л (в миру Михаил Александрович Богданов; 6 (18) ноября 1867, село Подвислово, Ряжский уезд, Рязанская губерния — 9 июля 1925, Харбин, Китай) — епископ Русской православной церкви заграницей, епископ Владивостокский и Приморский. Духовный писатель.

## Биография
Родился 6 ноября 1867 года в семье священника Рязанской епархии.
В 1888 году окончил Казанскую духовную семинарию и назначен псаломщиком в храм святых Кирилла и Мефодия в Казани.
22 ноября 1892 года рукоположён во священника.
В 1895—1896 годы был настоятелем того же храма.
Овдовев, в 1896 году поступил в Казанскую духовную академию, которую окончил в 1900 году со степенью кандидата богословия. Назначен законоучителем Порецкой учительской семинарии Симбирской губернии.
В 1902 году пострижен в монашество и назначен инспектором Харьковской духовной семинарии, в 1905 году возведён в сан архимандрита и назначен ректором Казанской духовной семинарии.
В 1906 году получил степень магистра богословия.
30 августа 1907 года хиротонисан во епископа Чебоксарского, второго викария Казанской епархии. Чин хиротонии совершали: архиепископ Казанский Димитрий (Самбикин), епископ Нижегородский Назарий (Кириллов) и другие.
Утверждён в звании почётного члена Казанской духовной академии. Товарищ председателя Казанского отдела Императорского православного палестинского общества.
11 июля 1914 года — епископ Самарский и Ставропольский. Посещал не более 10 приходов в год, инициатор учреждения Романовского образовательного фонда. С началом Первой мировой войны содействовал открытию в монастырях епархии госпиталей для раненых.
Награждён орденом св. Владимира III (1908) и II (1915) степени.
Указом Временного Правительства от 15 апреля 1917 года, которым были уволены все члены Святейшего Синода кроме Сергия (Старогородского), епископ Михаил был вызван на летнюю сессию. Как синодальный инспектор приложил усилия для возвращения к власти смещённого епархиальным съездом Тверской епархии Серафима (Чичагова).
В 1917 году председатель X и член II отделов Предсоборного совета, член Поместного Собора по должности, участвовал в 1-2-й сессиях, член II, III, IV отделов.
В ответ на притязания большевиков на церковное имущество, епархиальное управление под водительством владыки выработало текст воззвания о недопущении поругания святынь и организовало 28 января 1918 года многолюдный крестный ход.
8 июня 1918 года, когда Самара была занята чехословацким корпусом и власть перешла к Комучу, благословил антибольшевистскую Народную армию. 7 октября оставил город вместе с отступающей белой армией. Участвовал в Сибирском соборном церковном совещании.
С декабря 1918 года принял на себя управление Владивостокской епархией. Принимал участие в хиротонии Даниила (Шерстенникова) во епископа Охотского.
В 1919 году Временным церковным управлением, действовавшим на контролируемой белыми территории, назначен епископом Владивостокским и Приморским. Под ударами большевиков войска Приамурского Земского Правительства были разгромлены и  епископ Михаил покинул Россию. 
Выступал против учреждения самостоятельной Харбинской епархии, которая всё равно утверждена Высшим Церковным Управлением Заграницей, о чём он был уведомлен указом от 29 марта 1922 года. Рапортом от 5 октября 1922 года донёс временному Архиерейскому Синоду РПЦЗ о своём прибытии в Токио. С 22 октября жил при Токийском Воскресенском соборе, в штаб-квартире Русской духовной миссии в Японии.
После того как Великое Кантоское землетрясение и последовавшие за ним пожары уничтожили большую часть зданий штаб-квартиры, 10 октября и выехал в Харбин.
Скончался 9 июля 1925 года в Харбине. Похоронен рядом с Софийским храмом, в котором служил в последние годы.

## Сочинения
- Обращение к Патриарху Тихону // ГАРФ. Ф. Р-6343. Д. 236. Л. 137.
- Слово в неделю 1-ю Великого поста // Вера и разум. 1903. № 5.
- Преображение Господа нашего Иисуса Христа. Опыт экзегетического исследования XVII и XVIII глав Евангелия Матфея. (Магистерская диссертация). — Казань, 1906.
- Речь при наречении его во епископа 28 сентября 1907 г. // Прибавление к «Церковным ведомостям». 1907. — № 44. — С. 1931.
- Филарет (Амфитеатров), митрополит Киевский, бывший архиепископ Казанский с 1828 по 1836 годы. — Казань, 1907.
- Слово на Новый год // Известия по Казанской епархии. 1907. — № 6. — С. 160—167.
- Речь, произнесённая на панихиде по архископе Димитрии Казанском 21 марта 1908 года // Известия по Казанской епархии. 1908. — № 14. — С. 444—446.
- Слово перед молебном по случаю освящения железнодорожного моста через Волгу 11 июля 1913 года // Известия по Казанской епархии. 1913. — № 29. — С. 859—861.
- Слово на 1 января // Самарские епархиальные ведомости. 1916. — № 2. — С. 45-50.
- Вниманию Самарской паствы // Самарские епархиальные ведомости. 1917. — № 1/2.
- Резолюция об учреждении викариатства в Харбине // Вера и жизнь. 1925. — № 4. — С. 58